# Morges (gemeente)
Morges is een gemeente en plaats in het Zwitserse kanton Vaud, en maakt deel uit van het district Morges.
Morges telt 15.838 inwoners (2017).

## Geboren
- Jeanne Huc-Mazelet (1765-1852), gouvernante
- François Forel (1813-1887), advocaat, rechter, historicus en politicus
- Louis Buvelot (1814-1888), kunstschilder, fotograaf en onderwijzer
- Henri Reymond (1819-1879), politicus
- Louis Soutter (1871-1941), kunstschilder en violist
- Lydia von Auw (1897-1994), kerkhistorica en geestelijke
- Robert Pache (1897-1974), voetballer
- Rose-Claire Schüle (1921-2015), etnologe
- Isabelle Chassot (1965-), advocate en politica
- Yann Sommer (1988), voetballer (doelman)

## Overleden
- Henri Reymond (1819-1879), politicus
- François Forel (1813-1887), advocaat, rechter, historicus en politicus
- Lydia von Auw (1897-1994), kerkhistorica en geestelijke

## Galerij

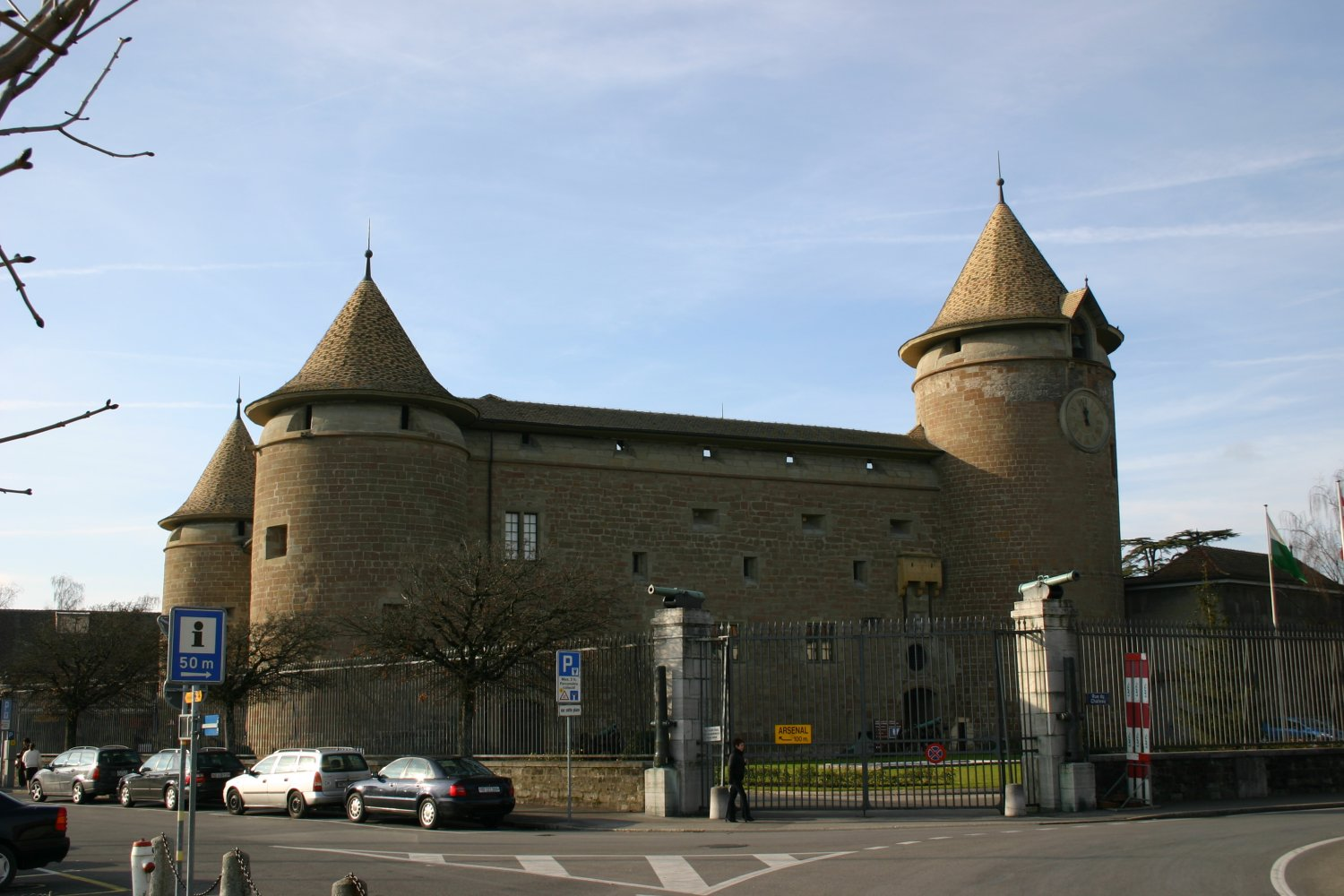
kasteel van Morges